# فرهنگ تگار
فرهنگ تَگار (روسی: Тага́рская культу́ра) فرهنگ باستان‌شناختیِ عصر برنز سکایی بود که بین قرن ۸ تا ۱ پیش از میلاد در جنوب سیبری (خاکاسیا، بخش جنوبی سرزمین کراسنویارسک، بخش شرقی استان کمروو) شکوفا شد. این تمدن به نام جزیره‌ای در رود یِنِی‌سِئی مقابلِ مینوسینسک نام‌گذاری شده‌است و یکی از بزرگ‌ترین مراکز ذوب و برنزسازی در اوراسیا باستان بود.

## تاریخ

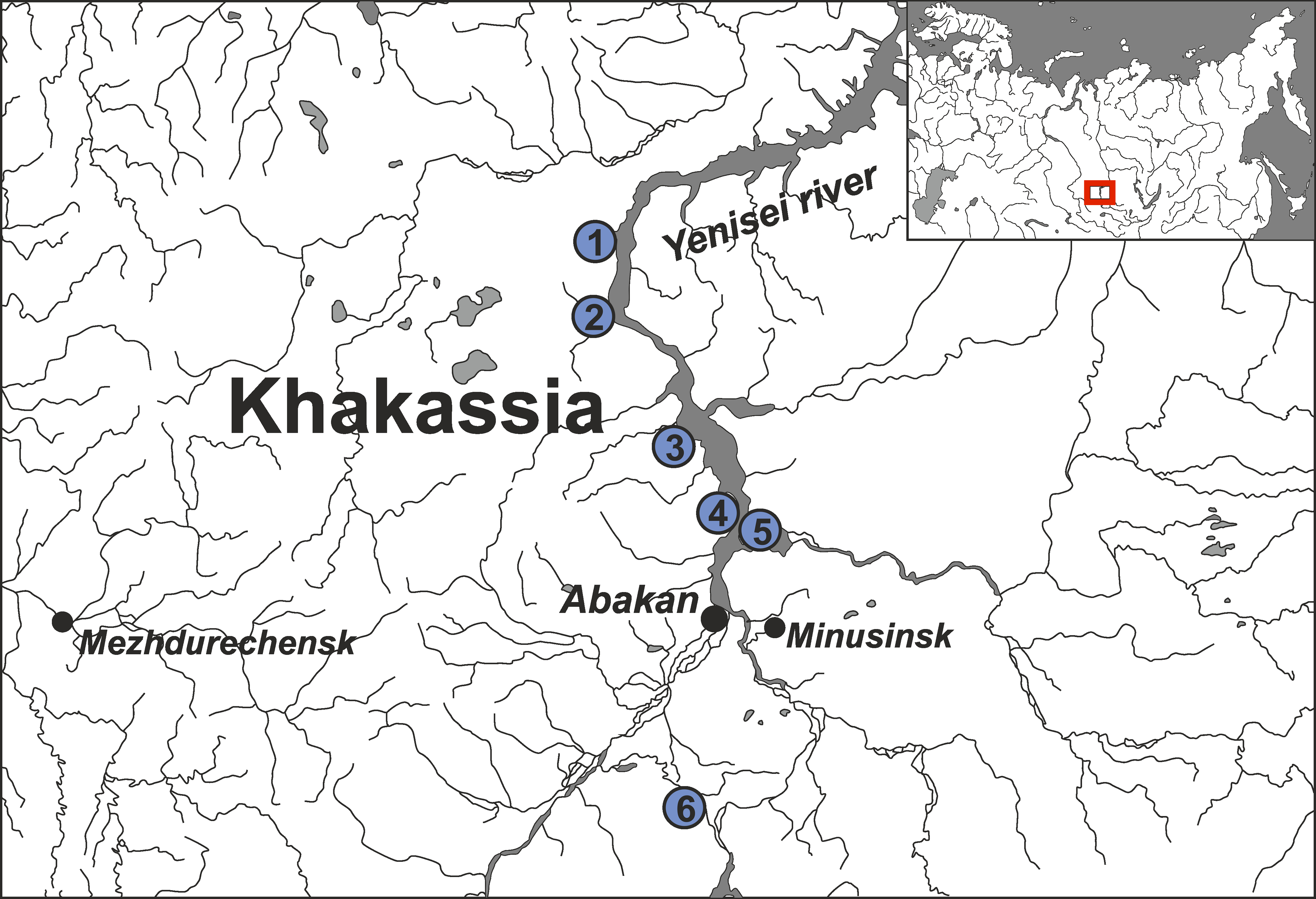
برخی محوطه‌های باستان‌شناسی تگار

فرهنگ تگار جانشین فرهنگ کاراسوک بود. عموماً آن‌ها از نوادگان فرهنگ آندرونوو در نظر گرفته می‌شوند و اغلب به مردمان هندوایرانی نسبت داده می‌شوند.  با این حال قبیله تُرک دینلین نیز بخشی از فرهنگ تگار بوده‌اند. مردم تگار دارای نیای مختلط غربی و شرقی اروپایی (ایرانی‌تبار) بودند اما آمیزش شرق آسیایی آن‌ها در دوره عصر آهن افزایش یافت.

## دوره تاسین و تأثیرات هون‌ها
از قرن دوم پیش از میلاد، فرهنگ تگار دوران تأثیر هون‌ها را که با ظهور شیونگ‌نو مرتبط است، تجربه می‌کند. فرهنگ تاسین (Tesinsky) فرهنگی در حوضه مینوسینسک از قرن اول پیش از میلاد تا قرن اول میلادی بود. فرهنگ تاسین در پیوندگاه فرهنگ تگار با فرهنگ شیونگ‌نو و ژیان‌بی قرار داشته و تحولات هنری در این دوره قابل ردیابی است. پس آن نیز فرهنگ تاشتیک (قرن اول تا چهارم میلادی) ظهور پیدا کرد. 

## پژوهش‌ها

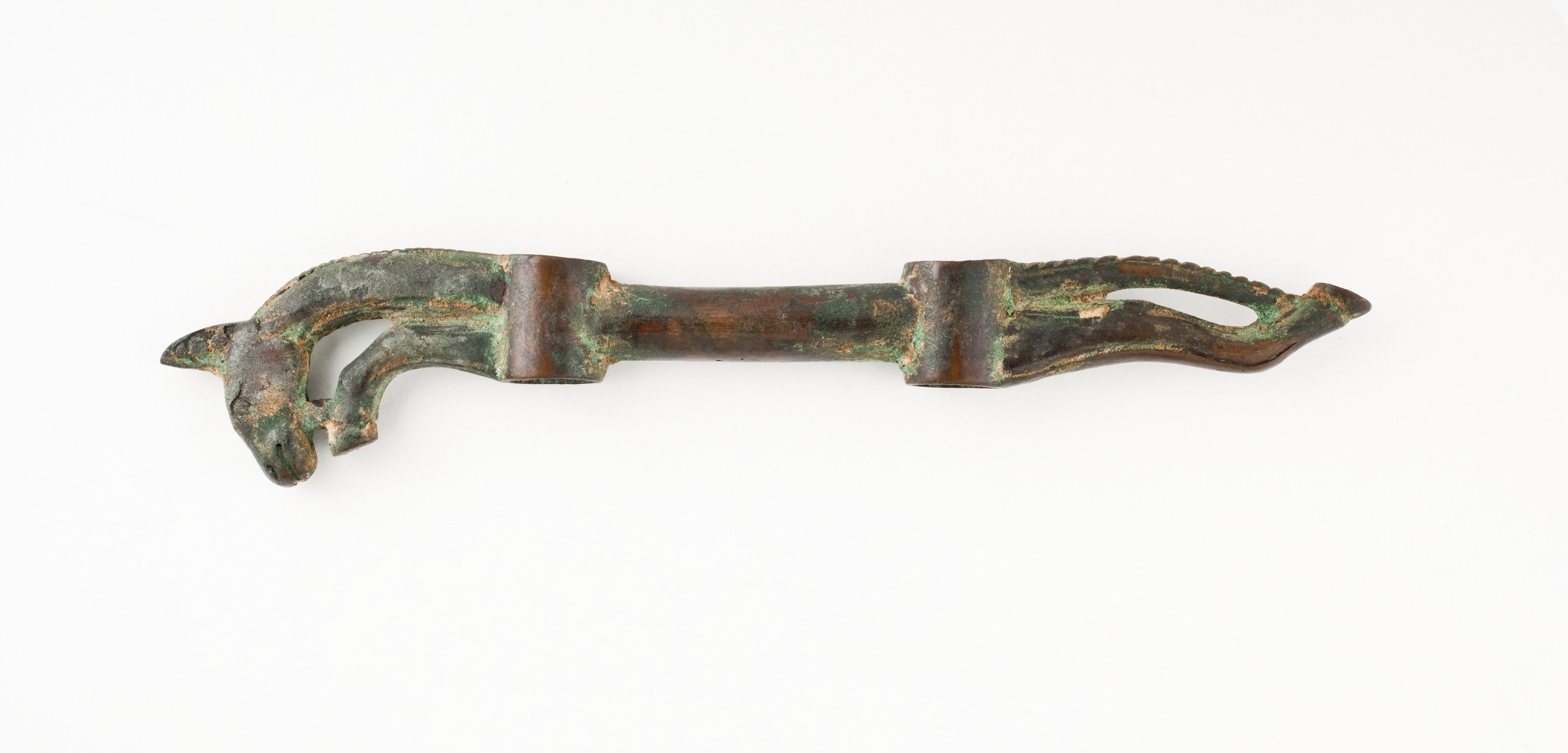
اسب و زین و یراق، فرهنگ تگار، قرن ششم تا پنجم پیش از میلاد

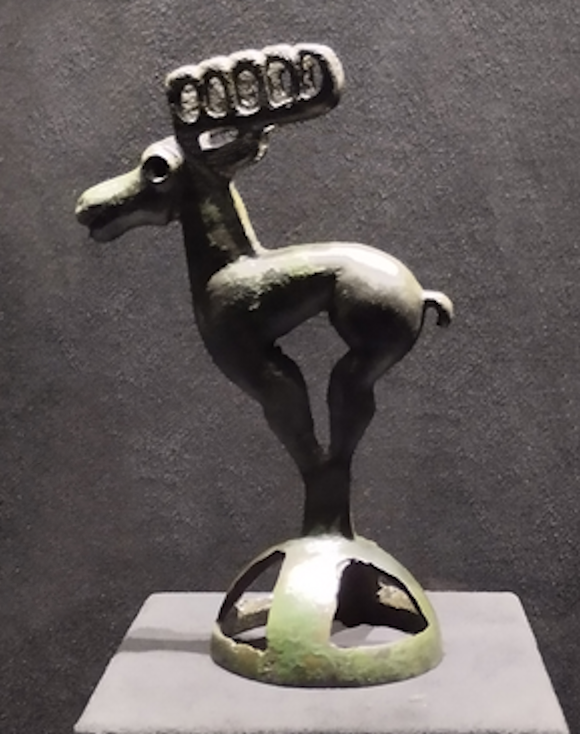
مجسمه آهو، قرن پنجم تا هفتم پیش از میلاد، فرهنگ تگار

حوضه مینوسینک اولین بار توسط دانیل گوتلیب مسرشمیت در سال ۱۷۲۲ بررسی شد. مسرشمیت و فیلیپ یوهان فون اشترالن‌برگ اولین کسانی بودند که به شباهت‌های میان فرهنگ تگار و سکاهای غربی‌تر اشاره کردند. اولین توصیف‌های باستان‌شناسانه از فرهنگ تگار توسط سرگئی تپلوخوف  انجام شد و دوره‌بندی او اساس پژوهش‌های بعدی را تشکیل داد. 

## ویژگی‌ها
مردم تگار در خانه‌های چوبی زندگی می‌کردند که توسط تنورها و آتش‌دان‌های بزرگ گلی گرم می‌شد. برخی سکونت‌گاه‌ها توسط استحکامات احاطه می‌شدند. امرارمعاش آن‌ها مبتنی بر دامپروری بود که عمدتاً شامل گله‌های گاو و اسب به همراه بز و گوسفند می‌شد. همچنین شواهدی از کشاورزی و آبیاری در این فرهنگ وجود دارد.  مردم تگار هنر جانوری (هنر سکایی) با مضامینی نزدیک به سکاهای جنوب روسیه اروپایی تولید می‌کردند.
شاید برجسته‌ترین عنصر این فرهنگ کورگانهای عظیم سلطنتی هستند که دور آن‌ها حصارکشی با پلاک‌های سنگی شده و چهار لوح یادبود در چهار گوشه آن نصب شده‌است. در دوران اولیه این فرهنگ تدفین‌های تک‌نفره رایج بوده و در دوران متأخر تدفین‌های جمعی مرسوم‌تر شده‌است. این امر نشان‌دهنده تکامل اجتماعی در جامعه تگار است.

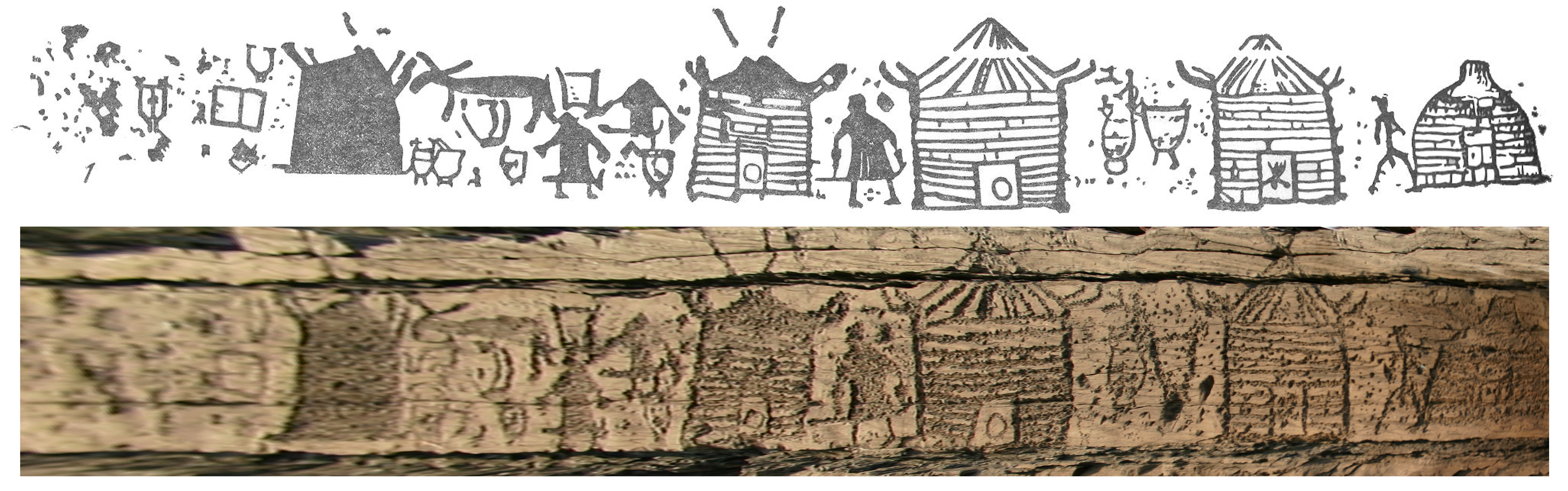
سنگ‌نگاره‌هایی از فرهنگ تگار.

## مشخصات فیزیکی
مردم تگار موضوع مطالعات متعددی از سوی انسان‌شناسی زیستی بوده‌اند.  پژوهشگران خصیصه‌های مردم تگار را قفقازی (سفیدپوست) توصیف کرده‌اند.

### ژنتیک

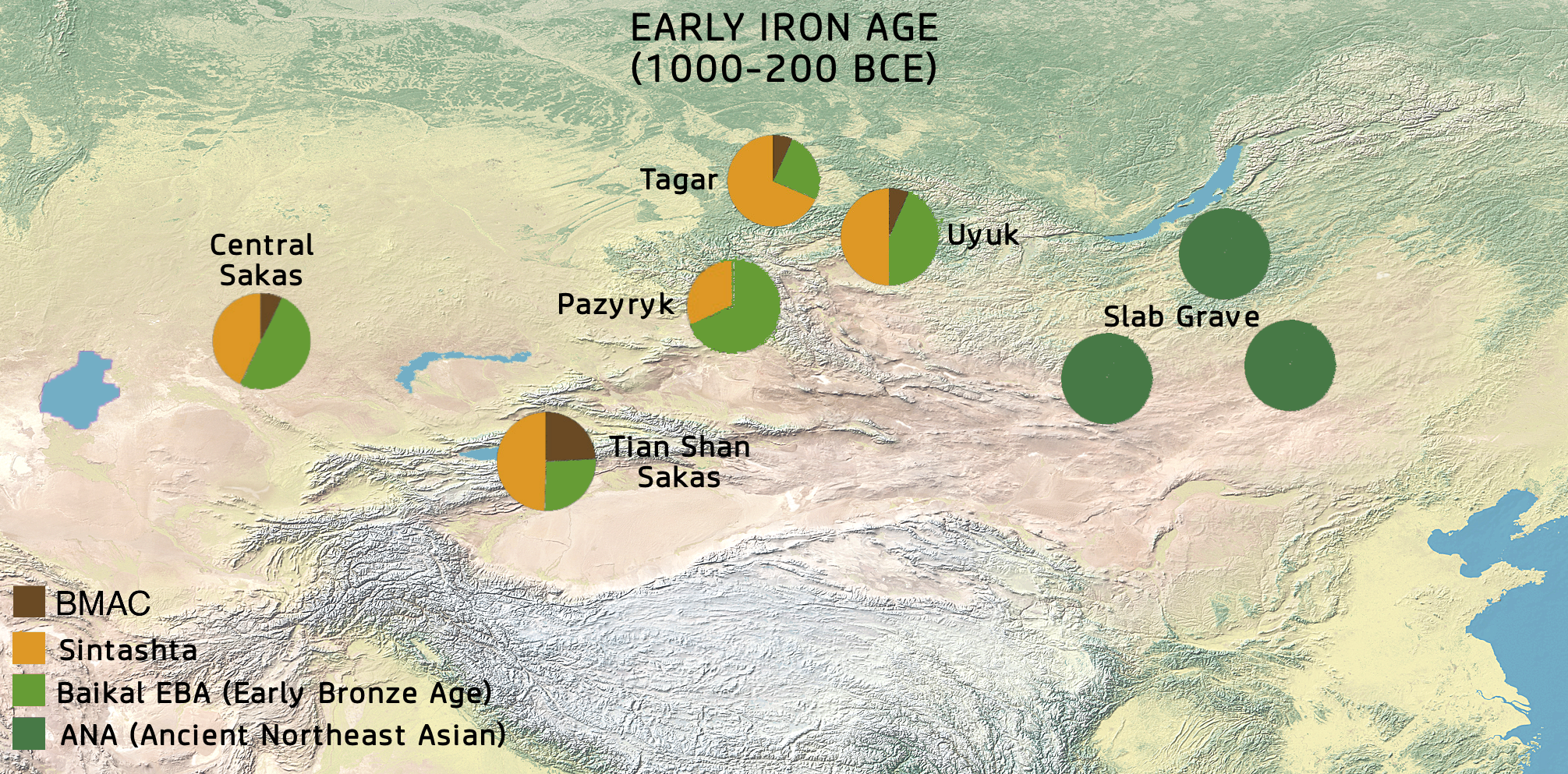
تبار ژنتیکی اوایل عصر آهن در جنوب سیبری. مردم فرهنگ Slab-grave people عموماً منشأ یکنواخت Ancient Northeast Asian (ANA < کوچک></ کوچک>)، دارند، در حالی که جمعیت‌های سکا در غرب منشأ ترکیبی از اروپایی غربی (سینتاشتا)و Ancient Northeast Asian (Baikal_EBA) داشتند که آمیزه‌ای کوچکتر از تمدن آمودریا نیز همراه آن بوده‌است.

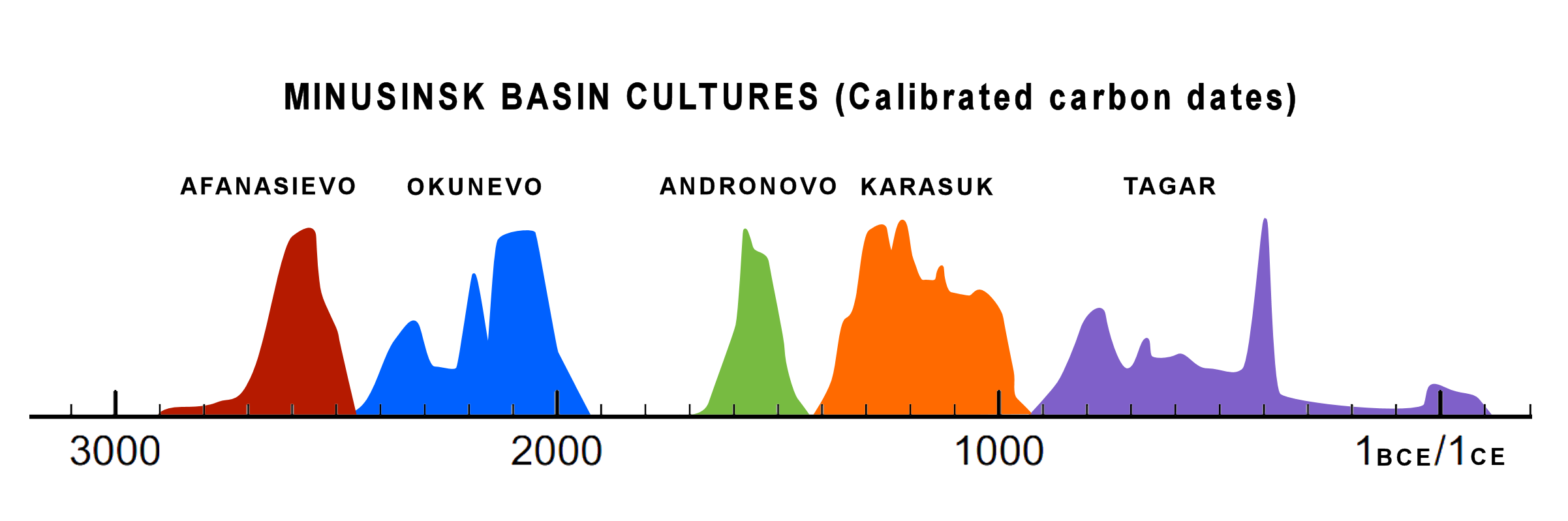
فرهنگ‌های حوضه مینوسینسک (توزیع احتمالی جمع شده برای قدمت گذاری‌های جدید روی استخوان انسان، فرهنگ‌های افاناسیه‌وو تا تگار).

سیبری سیبریایی باستان، فرهنگ آندرونوو، فرهنگ کاراسوک، فرهنگ تگار و فرهنگ تاشکویک، در سال ۲۰۰۹ در ژورنال ژنتیک انسانی منتشر شد.
دوازده نفر از افراد فرهنگ تگار از ۸۰۰ قبل از میلاد تا ۱۰۰ بعد از میلاد مورد بررسی قرار گرفتند. استخراج‌های تک‌گروه دی‌ان‌ای میتوکندریایی انسانی از ده نفر، نماینده سه نمونه از هاپلوگروپ T3, یک نمونه از I4, یک نمونه از G2a, یک نمونه از C, یک نمونه از F1b و سه نمونه از H (از جمله یک نمونه از H5) بودند.
استخراج‌های تک‌گروه دی‌ان‌ای کروموزوم Y انسانی از شش نفر، همگی متعلق به هاپلوگروپ کروموزوم Y تک گروه R1a تعیین شدند، که تصور می‌شود نشانگر مهاجرت‌های هندواروپاییان اولیه مردم نیاهندواروپایی به سمت شرق است. بر اساس تجزیه و تحلیل ۱۰ چندریختی تک‌نوکلئوتید، اکثر افراد تگار با اکثریت تبار اروپایی طبقه‌بندی شدند، به جز یک فرد با تبار مختلط. از نمونه‌هایی که فنوتیپ رنگدانه‌ای را نشان می‌دادند، کمی بیش از نیمی به عنوان دارای رنگ چشم طبقه‌بندی شدند، در حالی که ۴ نفر احتمالاً دارای چشم آبی یا قهوه‌ای بودند. اکثر آنها دارای موهای بلوند یا قهوه‌ای روشن بودند.
در سال ۲۰۱۸، مطالعه‌ای در مورد دی‌ان‌ای میتوکندریایی از بقایای فرهنگ تگار در پلاس وان منتشر شد. بقایای مربوط به سال‌های اولیه فرهنگ تگار با بقایای سکاهای هم عصر در سبزدشت پونتی‌خزری ارتباط نزدیکی داشتند. نویسندگان این مطالعه پیشنهاد کردند که منبع این شباهت ژنتیکی، افزایش قابل توجهی در فراوانی شرق آسیایی در جمعیت تگار بوده‌است که در عصر آهن رخ داده‌است. تقریباً ۴۶ درصد از نمونه‌های تگار در عصر آهن دارای هاپلوگروپ مادری آسیای شرقی بودند، با تبارهای D و C که بیش از سه برابر در مقایسه با دوره اولیه تگار فراوانی داشتند.
بر طبق نتایج اونترلاندر و همکاران، مولفه‌های mtDNA اوراسیای شرقی در کمربند استپ اوراسیای غربی طی دوران آهن اولیه افزایش می‌یابند… کاهش مشاهده‌شده در فاصله ژنتیکی میان جمعیت تگار میانی و سایر جمعیت‌های سکایی-مانند از سیبری جنوبی (شکل ۵؛ جدول S۴)، به باور ما، در درجه اول به دلیل افزایش نقش نسب‌های mtDNA اوراسیای شرقی (تا تقریباً نیمی از استخر ژنی) در استخر ژنی و یک افزایش اساسی در فراوانی مشترک هاپلوگروپ‌های C و D (از ۸٫۷٪ در سری تگار اولیه به ۳۷٫۵٪ در سری تگار میانی) است." … "ما تفاوت‌هایی را میان ساختار استخر mtDNA میان مراحل زمانی اولیه و میانی جمعیت فرهنگ تگار مشاهده کردیم، این تفاوت‌ها با تغییر نسبت مولفه‌های mtDNA اوراسیای غربی به شرقی نمایان می‌شود. سهم نسب‌های اوراسیای شرقی از حدود یک-سوم (۳۴٫۸٪) در گروه تگار اولیه به تقریباً یک-دوم (۴۵٫۸٪) در گروه تگار میانی افزایش یافت.
یک پژوهش ژنتیکی که در ماه می ۲۰۱۸ در نیچر منتشر شد، بقایای هشت فرد منسوب به فرهنگ تگار را مورد بررسی قرار داد. هر سه نمونه Y-DNA گردآوری شده به هاپلوگروپ R1 تعلق داشتند. نمونه‌های mtDNA جمع‌آوری شده N1a1a1a1، N9a9، H5a1، W1c, U2e2، A8a1، U2e1h و F1b1b بودند. تگارها مقدار بالاتری از تبار شکارچی-گردآورنده شرقی (EHG) را نسبت به سایر مردمان فرهنگ‌های سکایی دارا بودند. مشخص شد که آن‌ها حدود ۸۳٫۵٪ تبار شکارچی استپ غربی (WSH)، ۹٪ تبار دیرین شمال اوراسیا (ANE) و ۷٫۵٪ تبار تبار شکارچی-گردآور سیبری داشته‌اند. 
یک مطالعه ژنتیکی بعدی در سال ۲۰۲۰ نمونه‌های تگار را با ترکیب تقریبی ۷۰٪ تبار فرهنگ سینتاشتا، ۲۵٪ شکارچی-گردآورنده‌های آسیای شمال شرقی باستان (ANA) بایکال و ۵٪ از تمدن آمودریا مدل‌سازی کرد.

## نگاره‌ها

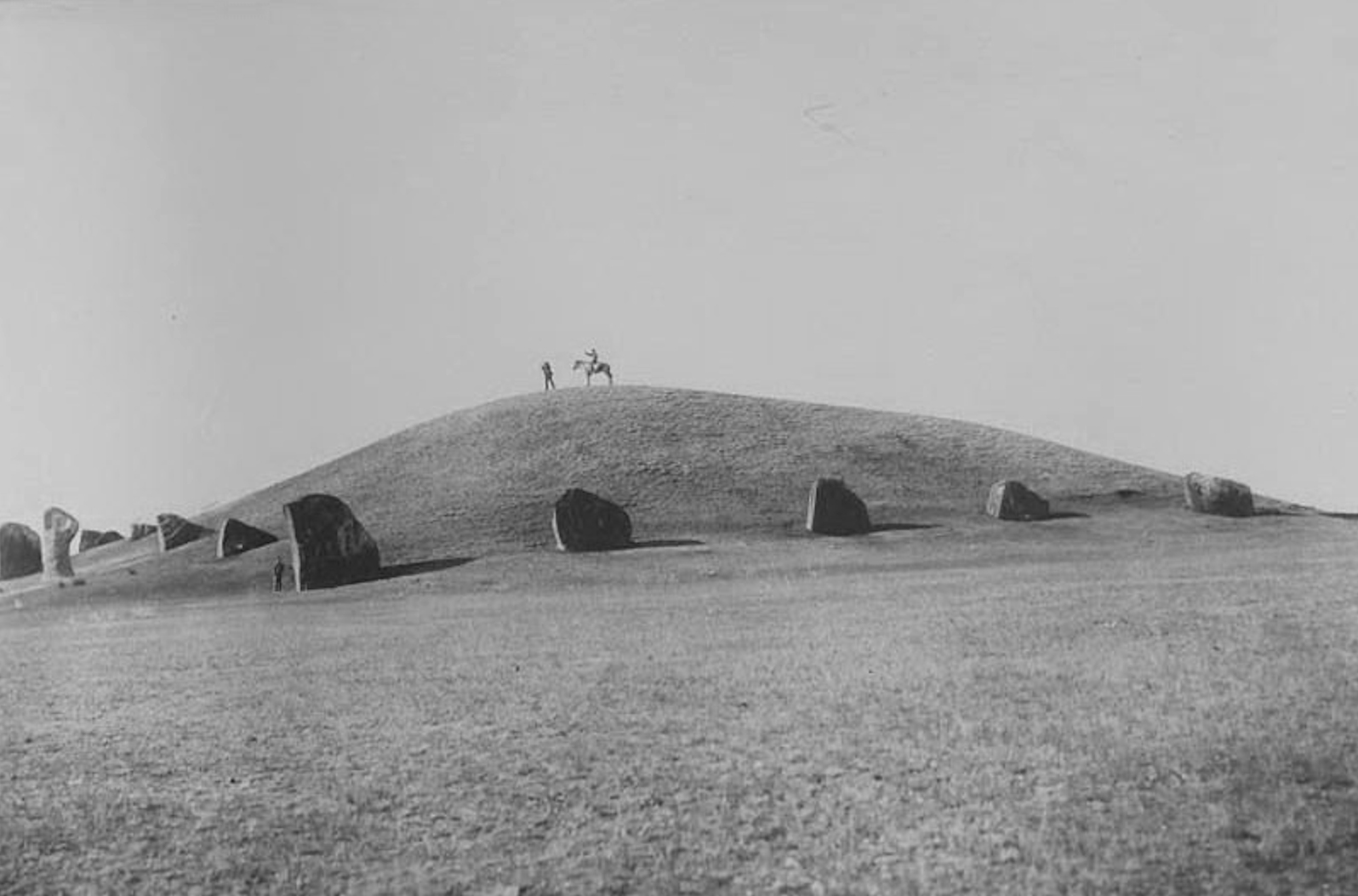
سالبیک کورگان، بزرگترین تومول فرهنگ تاگار
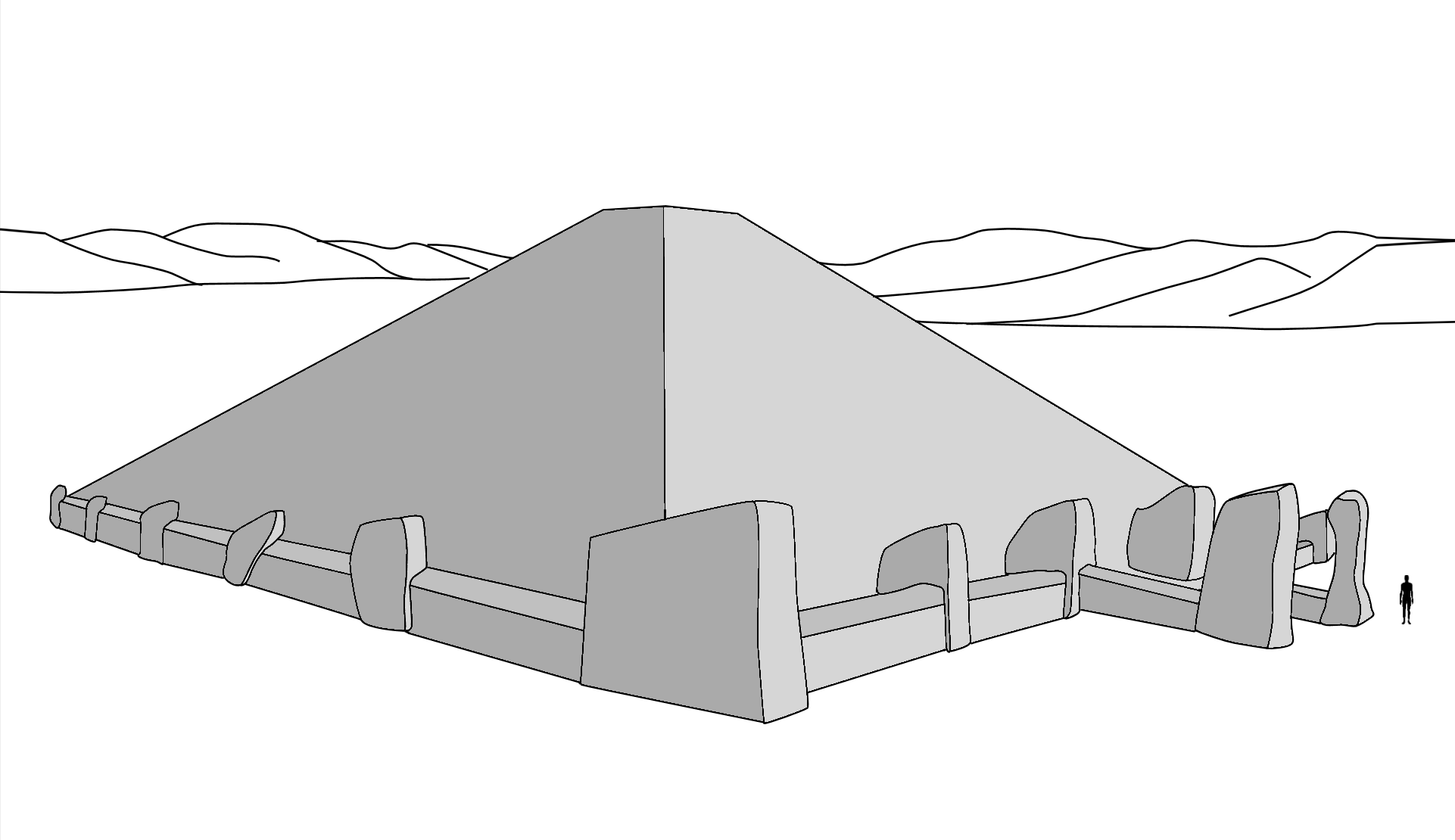
بازسازی کورگان سالبیک.
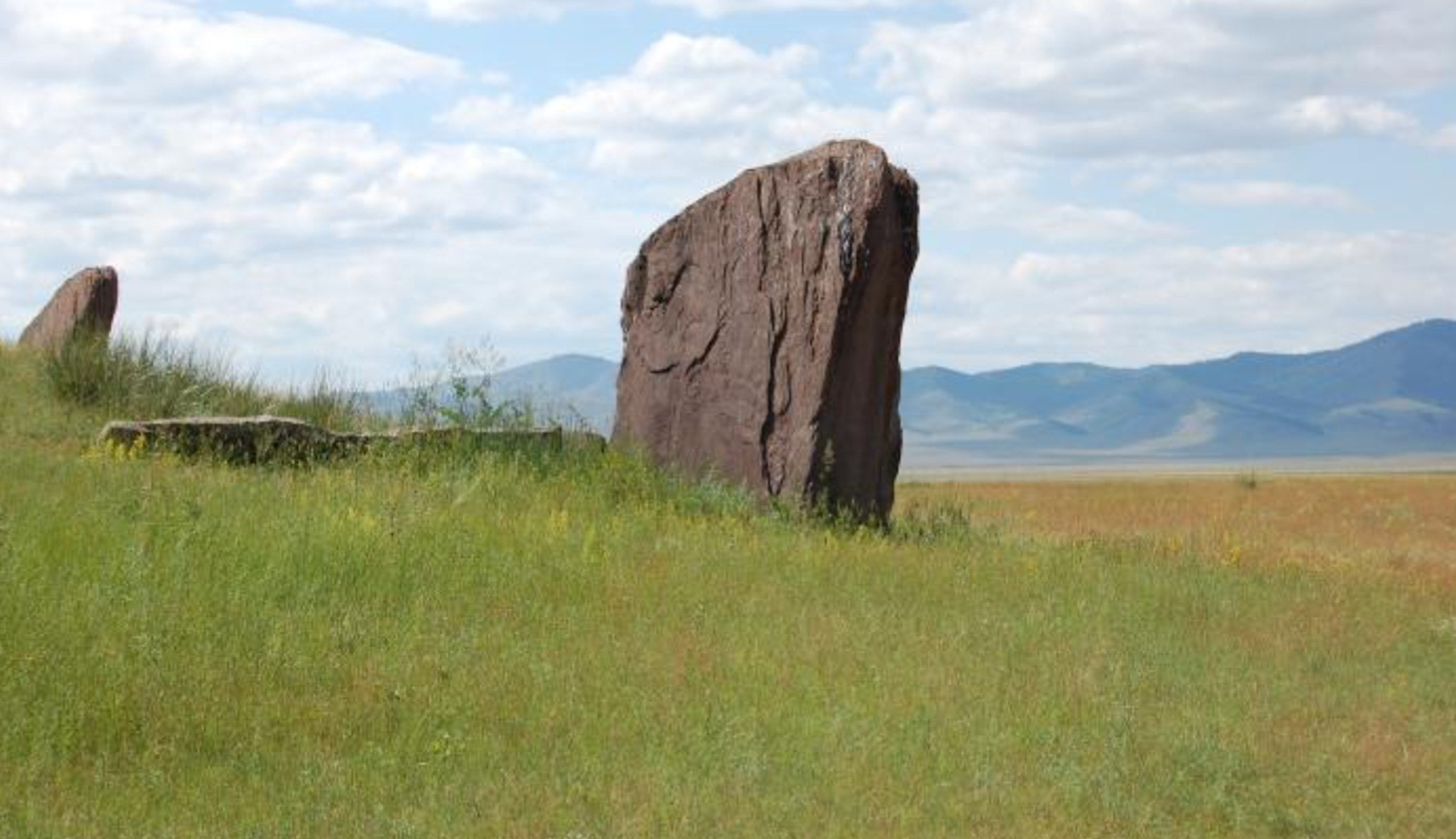
مگالیت سالبیک کورگان
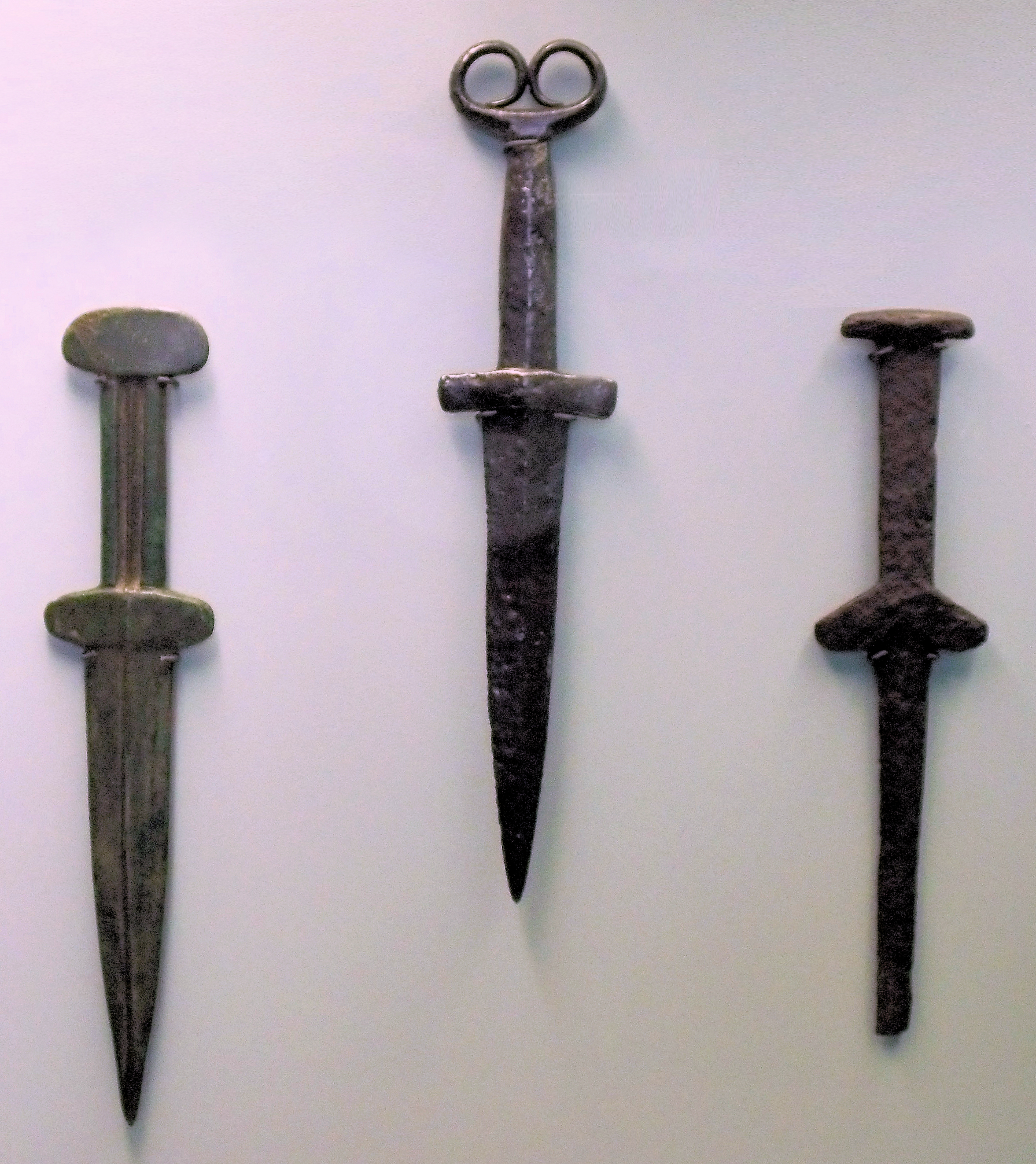
سلاح های برنزی فرهنگ تاگار،کراسنویارسک،  روسیه،  7th-5th century BC.
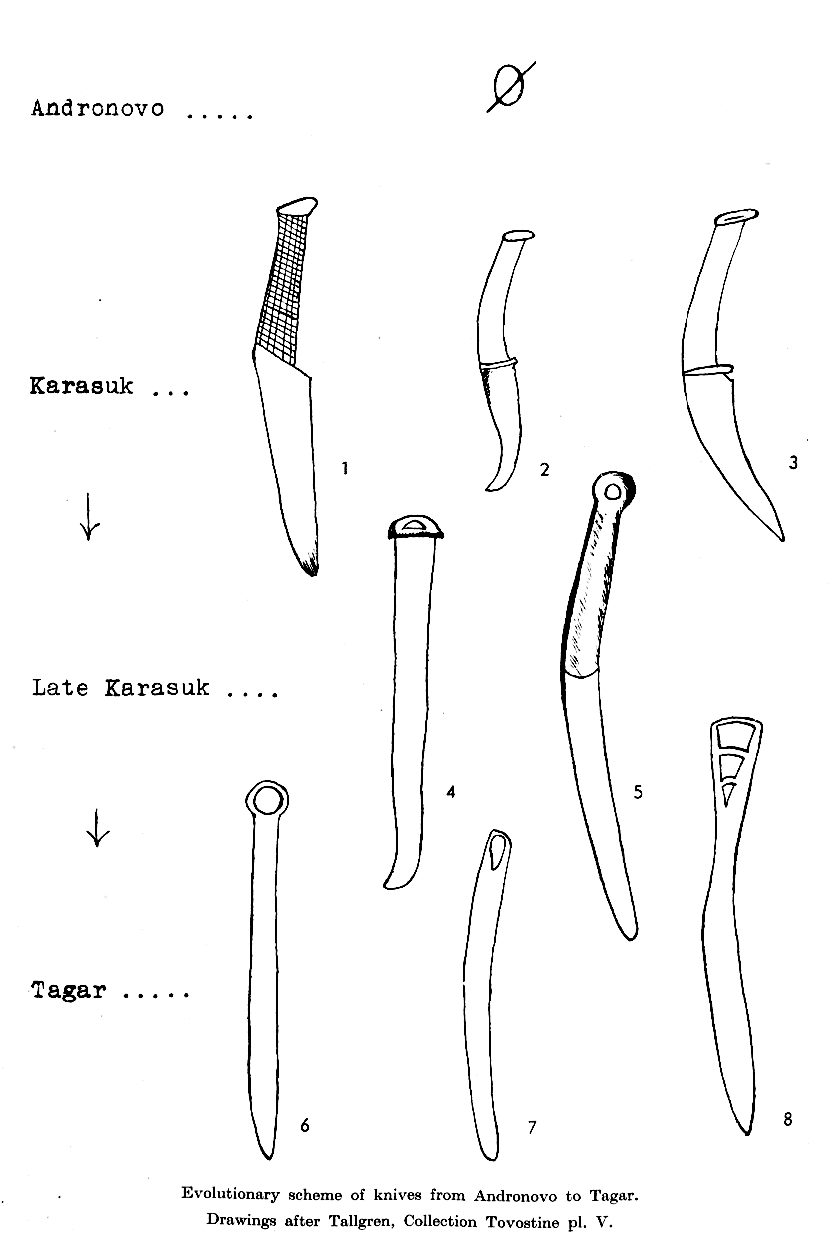
تکامل چاقوهای برنزی، از فرهنگ کاراسوک تا فرهنگ تاگار
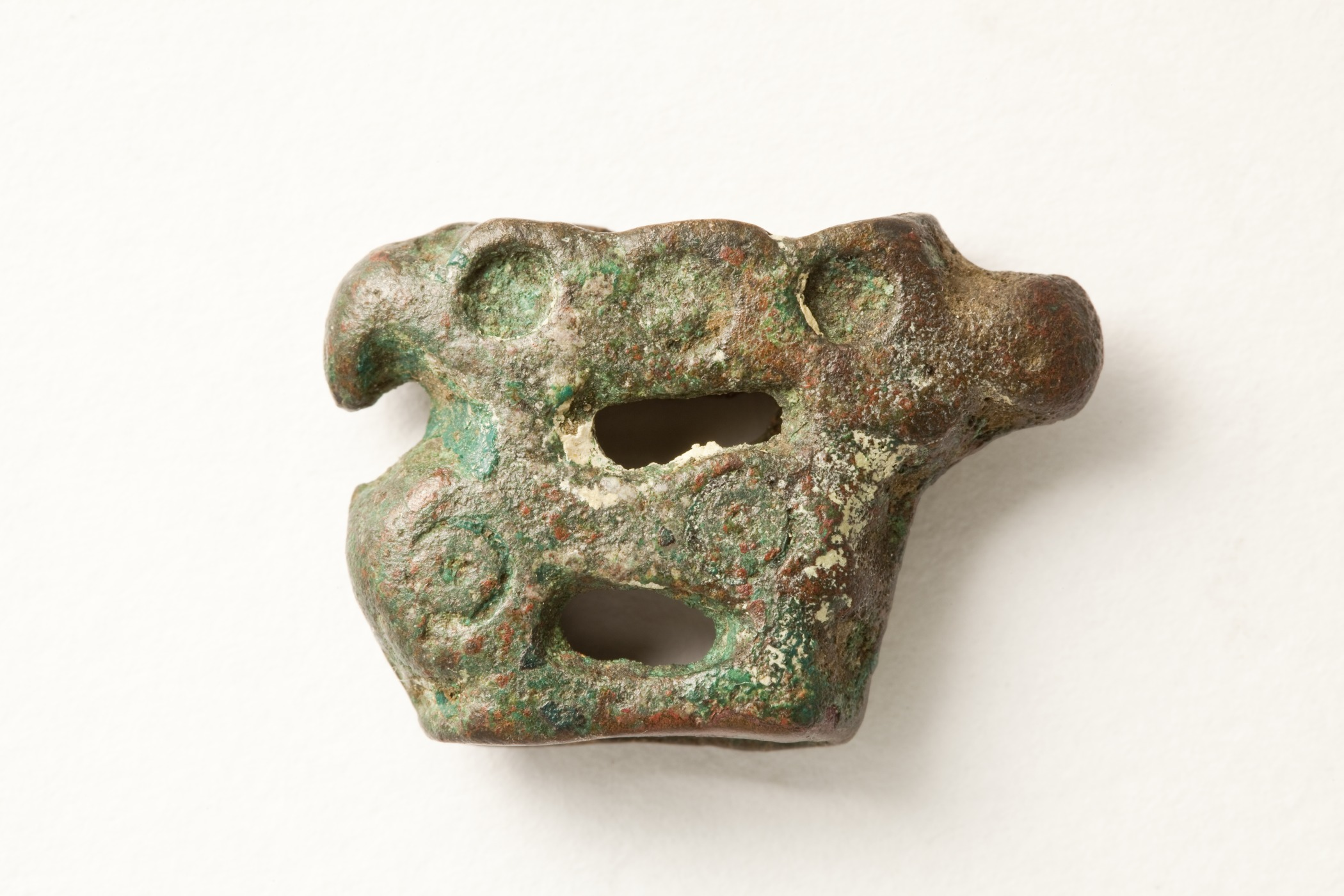
وسایل اسب